# Porto Fuad
Porto Fuad (in arabo بور فؤاد‎?, Būr Fu’ād) è una città dell'Egitto, che si trova sul Canale di Suez, sulla sponda opposta rispetto a Porto Said. Si trova sulla parte nordoccidentale della Penisola del Sinai. Fondata nel 1927, principalmente per dare uno sfogo alla sovrappopolazione di Porto Said, è stata battezzata in onore di Fuad I, penultimo re dell'Egitto moderno.